# Sebastiano Visconti Prasca
Sebastiano Visconti Prasca (Roma, 27 de febrero de 1883-Monte Porzio Catone, 25 de febrero de 1961), fue un militar  italiano. Dirigió la ofensiva inicial de la Guerra Greco-Italiana (1940-1941), pero fue relevado de su mando después de dos semanas por incompetencia y sustituido por el general Ubaldo Soddu. Sebastiano Visconti Prasca fue un miembro de la nobleza de la familia de la Casa de Visconti.